# Nur-Batken FK
Der Nur-Batken FK  ist ein kirgisischer Fußballverein aus Batken. Aktuell spielt der Verein in der ersten Liga.

## Geschichte
Der Verein wurde am 11. November 2020 gegründet. 2022 startete der Verein in der ersten Liga, der Top Liga. In seinem ersten Jahr belegte der Verein den fünften Tabellenplatz. Erster Trainer des Erstligisten wurde der Kirgise Bakytbek Mamatov.

## Stadion
Seine Heimspiele trägt der Verein im Zentralny Stadion aus.

## Saisonplatzierung
| Saison | Liga     | Level | Platz | Kyrgyzstan Cup |
| ------ | -------- | ----- | ----- | -------------- |
| 2022   | Top Liga | 1     | 7.    | Viertelfinale  |
| 2023   | Top Liga | 1     |       |                |

## Trainerchronik
| Trainer          | Nation      | von            | bis |
| ---------------- | ----------- | -------------- | --- |
| Bakytbek Mamatow | Kirgisistan | 1. Januar 2022 |     |